# هارولد جي. برادبري
هارولد جي. برادبري (بالإنجليزية: Harold G. Bradbury)‏ هو ضابط أمريكي، ولد في 30 مايو 1899، وتوفي في 1984.